# Mallar
Mallar è una suddivisione dell'India, classificata come census town, di 6.052 abitanti, situata nel distretto di Udupi, nello stato federato del Karnataka. In base al numero di abitanti la città rientra nella classe V (da 5.000 a 9.999 persone).

## Geografia fisica
La città è situata a 13° 11' 35 N e 74° 45' 33 E.

## Società

### Evoluzione demografica
Al censimento del 2001 la popolazione di Mallar assommava a 6.052 persone, delle quali 2.845 maschi e 3.207 femmine. I bambini di età inferiore o uguale ai sei anni assommavano a 615, dei quali 307 maschi e 308 femmine. Infine, coloro che erano in grado di saper almeno leggere e scrivere erano 4.540, dei quali 2.268 maschi e 2.272 femmine.